# Абд аль-Вахид
Абд аль-Вахид, Бадр аль-Дин Абд аль-Вахид ибн Мухаммад ибн Мухаммад аль-Ханафи (ум. 1434), родился в Мешхеде, Иран, умер в Кютахье, Турция — турецкий астроном.

## Биография
Уехав из родного города, направился в Анталию, где учился у Мухаммада ибн Хамза аль-Фанари. Позже поселился в Кютахье, где преподавал в медресе Демиркапи (позже эта школа была названа в честь аль-Вахида).

## Научная деятельность
Абд аль-Вахид написал следующие труды по астрономии:
- Sharḥal‐Mulakhkhaṣ fī al‐hayʾa — комментарий к известному учебнику астрономии, написанному Джагмини.
- Sharḥ Sī faṣl — комментарий к работам Ат-Туси по практической астрономии.
- Maʿālim al‐awqāt wa‐sharḥuhu — книга в стихах (522 куплета), описывающая астролябию и её практическое применение.

### Использованная
- Topdemir H. ʿAbd al‐Wājid: Badr al‐Dīn ʿAbd al‐Wājid [Wāḥid] ibn Muḥammad ibn Muḥammad al‐Ḥanafī // The Biographical Encyclopedia of Astronomers / Thomas Hockey (Ed. in chief). — New York: Springer, 2007. — P. 5-6. — 1341 p. — ISBN 978-0-387-31022-0.

### Рекомендуемая
- Матвиевская Г. П., Розенфельд Б. А. Математики и астрономы мусульманского средневековья и их труды (VIII—XVII вв.). В 3 т. М.: Наука, 1983.
- Baltacı, C. (1976). XV—XVI. Asırlarda Osmanlı Medreseleri. İstanbul.
- İhsanoğlu, Ekmeleddin et al. (1997). Osmanlı Astronomi Literatürü Tarihi (OALT) (History of astronomy literature during the Ottoman period). Vol. 1, pp. 22–24 (no. 7). Istanbul: IRCICA.
- Sayili, Aydin (1948). «The Wâjidîya Madrasa of Kütahya, A Turkish Medieval Observatory?». 12 (47).
- Sayili, Aydin (1960). The Observatory in Islam. Ankara: Turkish Historical Society, esp. pp. 246, 254—255.